# ロヒンギャの民族運動

ロヒンギャの旗

イギリス植民地時代以降のロヒンギャの民族運動（ロヒンギャのみんぞくうんどう）について詳述する。

## イギリス植民地時代（1826年 - 1942年）
イギリス植民地時代、稲作地帯として発展を遂げたラカインには、ベンガル地方から多くの移民が流入した。特徴としては、ムスリムが大半で、季節労働者よりも定住者が多く、農業に従事していたが、小作農ではなく耕地所有者が多いということだった。ラカイン州北部はムスリムが多く、南部はラカイン族が多く、両者は別々のコミュニティを作って暮らしていた。1930年と1938年にヤンゴンでは大規模な反インド系移民暴動が起きたが、対照的にラカインではほとんどコミュニティ間の暴力沙汰はなかった。ジャックス・P・ライダーは、その理由について（１）当時のラカイン北部は人口密度が低く、耕作可能な空き地が十分あった（２）ムスリムとラカイン族との間に住み分けができていた（3）ラカイン族の耕地所有者がムスリムの季節労働者の労働力に依存していたから、と述べている。
しかし、1937年にミャンマーが英領インドから分離して英領ビルマになると、ムスリムが多数住むインドから切り離されたということで、ラカインのムスリムの間でも民族としてまとまっていく必要が認識され、ジャミアトゥル・ウルマ（アラカン北部）（Jamiatul Ulama of North Arakan）という組織が設立された。

## 第二次世界大戦時（1941年 - 1945年）
ラカインが日本軍とイギリス軍との間の戦場になったことで、ムスリムとアラカン族との間に深刻な対立が生じた。
1942年に日本軍がミャンマーを占領し、アキャブ空港を占領する5月4日に先立つこと1ヶ月前の4月3日、アキャブに先に到着したビルマ独立義勇軍（BIA）が、アキャブの南にあるミンビャ（Minbya）、ミエボン（Myebon）、パウトー（Pauktaw）に住む少数派のムスリムを襲撃・殺害して、彼らを村から追放する事件が発生した。BIAはビルマ族を中心に構成され、直にムスリムに接したことがなかったので、根深い反インド系移民・反ムスリム感情を抱いていたと言われている。6月にはBIAはチャウトー（Kyauktaw）に住むムスリムを襲撃して、家屋やモスクを放火した。これに対してムスリムも反撃し、逃げこんだブティダウンやマウンドーの仏塔、寺院、ラカイン族の家屋を放火・破壊した。一説には、ムスリム、ラカイン族双方で4万人の死者が出たとも言われ、現在のバングラデシュ領にあたるインドへの避難民も発生した。
1943年のイギリスのラカイン奪還作戦の最中には、ラカイン族とムスリムがお互いを襲撃し合うという悲劇も発生した。またラカイン族がビルマ国民軍（BNA）傘下のアラカン防衛軍（Arakan Defence Army：ADA）に付いたのに対し、ムスリムはイギリス軍が結成したVフォースに付いて諜報・破壊活動に携わり（イギリスはムスリム独立国家の創設を約束していたとも伝えられる）、これにより両者の対立が深まっていった。一説には、V・フォースの攻撃によって2万人以上のラカイン族が殺害されたと言われており、またムスリム側の証言によればほぼ同数のムスリムがラカイン族に殺害されたとも言われている。
この一連の衝突によりラカイン族とムスリムとの関係は大幅に悪化した。

## 独立期（1945年 - 1947年）
独立前後の混乱期、ラカイン北部には東パキスタンからムスリムの不法移民が流入し始めた。1947年2月に英ビルマ総督が英インド総督に宛てた手紙には、ブティダウンとマウンドーに約6万3千人の不法移民がいたと記されており、他にも1940年代から1960年代にかけて、東パキスタンからラカインへ絶えず不法移民が流入していたことを示唆する公文書が多数存在する。
新しい移民は「ムジャヒッド（Mujahid）」と呼ばれ、それ以前のムスリムとは区別された。彼らは分離主義者で、パキスタンに併合されるか、独立したムスリム国家の樹立を望んでおり、1946年3月には、イスラム解放機構（Muslim Liberation Organization：MLO）を結成して分離独立運動を開始した。1946年7月にはアラカン北部・ムスリム連盟（North Arakan Muslim League：NAML）が結成され、ラカインと東パキスタンの合併を主張した。1946年5月と1947年7月の2度、ムジャヒッドの代表団がパキスタンのカラチを訪れ、パキスタンの指導者・ムハンマド・アリー・ジンナーにラカイン北部をパキスタンに併合するよう求めたが、ジンナーはミャンマーの内政問題であると一蹴して、これを拒否した。ちなみに独立前からラカインに住んでいたムスリムは、ムジャヒッドのこの一連の動きに否定的だったのだという。
1947年2月に開催された第2回パンロン会議にはラカインのムスリムは招待されず、ジャミアトゥル・ウルマ（アラカン北部）はこれに抗議して、マウンドー、ブティダウン、ラテーダウンの各郡区にムスリムの「自治国家」を創設するようイギリス政府に求めたが、イギリス政府はこれを無視した。1947年8月20日にはついに、ジャファル・フセイン（Jafar Hussain）という地元の人気歌手が、ブティタウンで数百人の有志を募り、ムジャーヒディーンという武装組織を結成し、ダボリ・チャウン宣言で「アラカン北部」と呼ばれるムスリム自治国家の設立を宣言した。

## 議会政治時代（1948年 - 1962年）
一方、他のラカインのムスリムたちはミャンマーの政党政治に参加する道を選び、1947年、1951年、1956年の総選挙では、全国的なムスリム組織・ビルマ・ムスリム会議の支援を受けて、マウンドー郡区とブティダウン郡区からムスリム議員を輩出した。有力議員はアブドゥル・ガファル（Abdul Gaffar）とスルタン・ムハンマド（Sultan Mohmud）で、スルタン・ムハンマドは1960年から1962年まで連邦政府の保健大臣も務めた。2人とも武装闘争には否定的で、1949年10月にはアラカン・ムスリム和平使節団を結成してムジャーヒディーンの元を訪れ、武装解除するように説得を試みたが、失敗した。
しかしムジャヒディーンの乱が長引くにつれ、ラカイン州に「パキスタン人」がに流入している、ムジャヒディーンが「ベンガル」とつながりのある共産党の解放区を設立しようとしているといった非難がラカインのムスリムに集まるようになった。このような現状を危惧したアブドゥル・ガファルなどラカインのムスリムの一部は、やがて「ロヒンギャ」と名乗るようになり、ラカイン北部にムスリムの自治区を設立することを政府に要求し始め、「アラカン州」の設置を求めるラカイン族との関係が緊張した。
1955年頃には全国的に和平の機運が高まり、与党・反ファシスト人民自由連盟（AFPFL）以外の左右の政治勢力を結集した国民統一戦線が結成されると、ビルマ・ムスリム会議やラカイン族の政党アラカン民族統一機構（ANUO）、さらにウー・セインダのたアラカン人民解放党（APLP）、ラカイン内の人民義勇軍、ビルマ共産党（CPB）の一部もこれに賛同し、一時期、左右のラカイン族の政治運動およびロヒンギャの政治運動が同盟関係を築き、さらには全国的な和平が推進されるかのように見えた。しかし、1958年に成立したネ・ウィンの選挙管理内閣の下、ミャンマー軍（以下、国軍）の反乱軍に対する掃討作戦が激化すると、この機運も萎んだ。その選挙管理内閣の下では、ラカイン北部に「国境地域管理局（Frontier Areas Administration：FAA）」が設立され、政府は東パキスタン国境の警備とムジャーヒディーン掃討作戦を強化し、1959年3月から8月にかけてのミャンマー・東パキスタン国境地帯での厳格な不法移民の取締りにより、約1万3500人のムスリムが東パキスタンに流出する事態が生じた。
そして1960年に政権に復帰したウー・ヌは、ムジャーヒディーンの乱鎮圧のためにラカイン・ムスリムないしロヒンギャの協力を取り付けるべく、1961年5月30日、マユ辺境行政区（英語版）（MFD）を設立した。政府直轄地で、その性格は、ムスリムの自治を認めるというよりもむしろ、反乱軍や密輸業者や不法移民の取締りを目的としたもので、FAAの後継組織と言えるものだったが、ラカインのムスリムないしロヒンギャにとっては、「自分たちの人種的地位が政府に認められた」証として、現在でも憧憬の念をもって振り返られることが多いのだという。そしてこの措置により、「アラカン北部」設立を目的に掲げるムジャーヒディーンの存在意義はなくなり、同年7月4日、政府に降伏した。

## ビルマ社会主義計画党（BSPP）時代（1962年 - 1988年）
1962年にクーデターを起こして成立したネ・ウィンの軍事独裁政権は、国民を土着民族（タインインダー）とそれ以外に二分した。その姿勢は、ネ・ウィン自身が起草した唯一の演説と言われる、1964年2月12日連邦記念日の演説に表れている。
すべてのタインインダーの友愛と団結が経済、社会が繁栄し、また安定して統一された国家を建設するうえで基本となることを、すべてのタインインダーは受け入れる必要がある。タインインダー間の友愛と団結のためには、カチン族、カレンニー族、カレン族、チン族、ビルマ族、シャン族その他のビルマ連邦に住むタインインダーたちは、どんなことがあっても、生涯に渡ってともに協力する必要がある。それができたときだけ、タインインダーたちはお互いに手と手をとって、連邦やそこに住む諸民族のために、信頼とともに働けるだろう。
これにより、行政用語と学校教育のミャンマー語化、非ミャンマー語の出版物の禁止といった同化主義的な政策が推し進められ、ラカイン・ムスリムないしロヒンギャと呼ばれる人々が公職に就けなくなったり、ロヒンギャ語のラジオ放送が廃止されたり、ロヒンギャの名を冠した組織が解散させられたとも言われている。1964年2月1日にはMFDも解体された。
そしてこうした風潮に反発を覚えた、ヤンゴン大学に通うロヒンギャ学生・ジャファル・ハビブ（Jafar Habib）が、1964年4月26日、ロヒンギャ独立戦線（RIF）という組織を結成した。ロヒンギャの名前を冠した最初の武装組織で、スルタン・ムハンマドが後見人となった。彼らはサウジアラビア、イラク、アルジェリア、スーダン、シリア、クウェート、モロッコ、エジプト、ヨルダンなどムスリム諸国の各大使館を回りロヒンギャの窮状を訴えるロビー活動を繰り広げた。また若手メンバーは、ムジャーヒディーンの残党・ロヒンギャ解放党（RLP）に参加して戦闘経験を積み、1973年にRLPが壊滅した後は、その残党も加えてロヒンギャ愛国戦線（RPF）に改組した。
しかし、1978年のナガーミン作戦によるロヒンギャ大量流出劇の際にRPFがなんら有効な手を打てなかったことで、組織内の不和が増し、1982年の国籍法改正によりロヒンギャが実質無国籍状態に陥ったのを機に、元弁護士のヌルル・イスラーム、医師のモハメド・ユヌス（Mohammed Yunus）がRPFの過激派を率いてロヒンギャ連帯機構（RSO）を結成した。RSOより厳格なムスリム路線を取り、チッタゴンのウキアにキャンプを設け、サウジアラビアの慈善団体がコックスバザールに建設した難民キャンプを維持しつつ、バングラデシュのジャマーアテ・イスラーミー、アフガニスタンのヒズベ・イスラーミー・ヘクマティヤール派（Hizb-e-Islami）、インド・カシミール地方のヒズブル・ムジャーヒディーン、マレーシアのイスラーム青年運動（Angkatan Belia Islam ）などと連帯した。当時、ソ連軍と戦った経験のあるアフガニスタン人の退役軍人の教官がおり、100人ほどのRSO兵士が、アフガニスタンのホースト州でヒズベ・イスラーミー・ヘクマティヤール派の軍事訓練を受けたのだという。またタイの武器商人から購入したRPG、機関銃、ライフルなどの兵器をバングラデシュの武装組織に供給し、件の武装組織のメンバーに軍事訓練を施したりした。しかし、他のロヒンギャ指導者たちが組織の急速な方向転換に反対し、結局、ミャンマー国内ではまったく武装闘争を行えなかった。1986年から1987年にかけては、ヌルル・イスラーム率いるRSOの一派とRPFの残党が同盟を組んで、アラカン・ロヒンギャ・イスラム戦線（ARIF）を結成した。
一方、ロヒンギャの武装勢力が台頭する懸念を抱いていたラカイン族の人々と、必ずしもロヒンギャと自認しておらず、「アラカン・ムスリム」と自認していた多くのラカイン州のムスリムの人々の意を汲んで、「アラカン・ムスリム」を自認し、妻はカマン族というウー・チャウフラー（U Kyaw Hla）という人物はが、アラカン解放機構（Arakan Liberation Organisation:ALO）を結成した。ラカイン州のムスリムを「非ロヒンギャ」と定義づけることで、他の武装勢力と協力して勢力拡大を図り、少数民族武装勢力の同盟・民族民主戦線（NDF）への加盟を模索したが、反ロヒンギャの方針を打ち出していたラカイン族の武装組織・アラカン解放軍（ALA）の反対に遭って実現しなかった。その後、ALOはカレンニー軍（KA）から軍事訓練を受け、1986年にバングラデシュとの国境地帯に拠点を設けようとしたが、これも他のロヒンギャの武装勢力によって武装解除され挫折し、実質、活動停止に追い込まれた。その後、ALOはビルマ・ムスリム解放機構（Muslim Liberation Organisaition of Burma:MLOB）に改組され、その後10年間、一定の政治力を持ち続け、8888民主化運動後、少数民族武装勢力と民主派勢力の連帯の機運が高まった際には、ビルマ民主同盟（DAB）とビルマ連邦国民政府（NCGUB）の創設にも関わった。

## SLORC/SPDC時代 (1988年 - 2011年）
8888民主化運動後の1990年に実施された総選挙には、ロヒンギャにも選挙権が与えられ、ロヒンギャ政党・人権国民民主党（NDPHR）が4議席を獲得した。しかし選挙結果を受け入れない国家法秩序回復評議会（SLORC）は、各政党に対する弾圧を開始し、NDPHRは1992年に活動禁止処分を受けた。
しかし8888民主化運動の混乱に乗じて、ロヒンギャやラカイン族の武装勢力が活発化したことで、国軍が警戒心を抱いた。この時、国軍はラカイン州に関する3つの不穏な情報を入手していた。1つは、元ALA司令官・ボー・カインラザ（Bo Khaing Raza）率いるアラカン軍（AA）が、アラカン民族統一戦線（NUFA）などと協力するためにカレン民族同盟（KNU）支配地域から三国境地帯まで海路で移動し始めたこと。もう1つは、RSOとARIFが新たな兵器と資金を得て、三国境地帯で軍事訓練を強化していること。そして、KNUがエーヤワディー・デルタ地帯に再進出しようとしていることである。これが実現すれば、カレン州～エーヤワディー地方域～ラカイン州が1つに繋がり、反政府統一戦線を築く恐れがあった。
これに対して国軍は1991年から1992年にかけて大掛かりな掃討作戦を発動した。まず1991年4月にAAとNUFAとの合流を阻止。1991年後半には、エーヤワディー地方域・ボガレに侵入したカレン民族解放軍（KNLA）の小規模な部隊に攻撃を加えて、これを壊滅ｓた。そして、1991年から1992年にかけて、ラカイン州北部で、RSO、ARIF掃討を目的とした「清潔で美しい国作戦」を発動し、約25万人のロヒンギャ難民がバングラデシュに流出する事態となったのである。
そして政府は、1992年6月、ラカイン州北部に「国境地帯入国管理機構（ナサカ）」を設置した。ナサカは軍情報局員によって率いられ、軍情報部、法執行部、入国管理局、税関で構成され、その任務は（１）不法入国の取締り（２）密輸の取締り（３）治安維持（４）諜報活動、実際の業務は（a）世帯を登録し、村の地図を作成（b）村の行政組織の設立（c）各世帯の家族の写真撮影（d）村の人口登録（e）訪問者、出生、死亡、結婚の登録・報告システムの構築（f）旅券の発行（g）定期検査の実施（h）村長たちとの定期的会合だった。大きな権限を持ったナサカは腐敗汚職がひどく、一説には賄賂を受け取って不法移民を入国させ、身分証明書まで発行しており、結果、この時期に不法移民が大幅に増加した可能性が高いとも指摘されている。また政府はラカイン州北部に「ナタラ」と呼ばれる24のモデル村を設立し、この地域の仏教徒の数を増やすために全国の刑務所から脱獄囚を集め、移住させた。2007年の時点で、ナタラには1700世帯以上、8700人以上の住民がいたのだという。
清潔で美しい国作戦で大打撃を受けたRSOは再起を図り、1994年4月28日、マウンドーで爆弾テロ事件を起こしたが、民間人に4人の死傷者を出しただけに終わり、逆に国軍の反撃を受け、30人ほどの兵士を失った。この失敗によりRSOは武装闘争に見切りをつけ、1998年、ARIFと再合併してアラカン・ロヒンギャ民族機構（ARNO）を結成した。さらに2000年にはNUPAと連帯してアラカン独立同盟（Arakan Independence Alliance：AIA）を結成。これは長年対立してきたロヒンギャとラカイン族が手を結ぶ画期的な試みだったが、むしろこの組織への対応を巡ってラカイン族の武装勢力同士、ひいてはロヒンギャとラカイン族の対立が深まり、AIAが泰緬国境に軍事基地を設立しようとすると、ALAはこれを阻止した。2003年には、バングラデシュ当局がチッタゴンとコックスバザールにあるARNO事務所を捜索し、数百人のARNOのメンバーが銃器密売・麻薬密売の容疑で一斉検挙され壊滅的打撃を受け、武装闘争からの引退を表明した。同年4月、ARNOの武装組織・ロヒンギャ民族軍（Rohingya National Army：RNA）がマウンドーのナサカの事務所を2度攻撃して少なくとも4人の警察官を殺害したという事件があったが、以降、武装闘争はなりを潜めている。その後、ARNOから分裂した複数の武装組織がRSOを名乗って活動を続けていたが、彼らは、ハルカトゥル・ジハード・アル・イスラーミー（HuJI）などのバングラデシュの過激派組織と連携していると伝えられる。

## テインセイン時代（2011 - 2015年）
2010年の総選挙では、再びロヒンギャにも選挙権が認められ、ロヒンギャ政党としては国民発展民主党（National Democratic Party for が、州議会で2議席を獲得し、USDPからロヒンギャを自認するアウンゾーウィンとシュエマウンの2人が連邦議会で当選を果たした。
しかし、テインセイン政権下で言論の自由が広がり、ネットが自由化されたことにより、Facebookにはムスリムヘイトが溢れるという皮肉な現象が起きた。これはアシン・ウィラトゥが率いる969運動、それを受け継いだミャンマー愛国協会（マバタ）が扇動したものだったが、2012年5月にはラカイン族の少女が、ロヒンギャの男性に強姦されて殺害された事件をきっかけに両者の間に衝突が発生。10月までに150人以上が死亡、10万人以上のロヒンギャがバングラデシュに流出する事態となった。この事件以降もラカイン州ではムスリムと仏教徒の衝突が頻発、ラカイン州以外でもメイティーラ、ヤンゴン近郊のオッカン、ラーショーで反ムスリムの暴動が発生し、多数の死傷者が出た。激しい国際非難を受けて、政府は、以前よりロヒンギャの人権を侵害していると国内外から批判の的になっていたナサカを解散したが、2015年にはムスリムに対して差別的な民族保護法4法（改宗法、女性仏教徒の特別婚姻法、人口抑制保健法、一夫一婦法）を制定した。
また同年2月、テインセイン大統領が、『仮登録証明書（TRC）』を所持しているロヒンギャに選挙権を与える提案をしたところ、マバタ主導の激しい反対運動が巻き起こり、政府は撤回に追い込まれた。それどころか政府は、TRCは同年3月31日に失効するので、5月末までに返却しなければならないと発表し、代わりに6月から『国民証明書（NVC）』を交付し始めたが、交付する際に、当局がロヒンギャにベンガル人と自認することを求めたり、NVCを受け取ろうとしたロヒンギャが正体不明の集団に脅迫されたりして、交付率は著しく低い水準に留まり、約50万人の成人のロヒンギャが2015年総選挙での選挙権を失う事態となった。

## NLD時代（2016 - 2020年）
2015年の総選挙でNLDが大勝利を収めNLD政権が成立すると、国家顧問に就任したスーチーは、元国連事務総長・コフィー・アナンを長とするラカイン州諮問委員会を設置して、ロヒンギャ問題を含むラカイン州のさまざまな課題に取り組む姿勢を見せた。しかし、同時並行で取り組んでいた少数民族武装勢力との和平会議・連邦和平会議 - 21世紀パンロンには、ロヒンギャの代表は1度も呼ばれずじまいだった。
そして2016年10月19日、正体不明の武装集団が、ラカイン州の国境警備隊の複数の監視所を銃や爆弾で襲撃して、警察官9名が殺害される事件が発生し、2017年8月25日、ラカイン州諮問委員会が最終報告書を提出した翌日、今度はアラカン・ロヒンギャ救世軍（ARSA）と名乗っていた武装組織が、鉈や竹槍で武装した約5,000人住民を引き連れて、約30ヶ所の警察署を襲撃するという事件が発生し、約70万人のロヒンギャ難民がバングラデシュに流出するという未曾有の流出劇が発生した。
このようにして、新たにバングラデシュに逃れたロヒンギャ難民は、2016年10月から2017年6月15日までに7万5千人、2017年8月25日から2018年8月までに72万5千人、以前の難民を含めると90万人以上のロヒンギャが難民となっている。

## 2021年クーデター後
ラカイン州では、2023年11月13日にラカイン族の武装勢力・アラカン軍（AA）が停戦合意を破ったことにより、国軍との戦闘が再開。その際、アラカン・ロヒンギャ救世軍（ARSA）、ロヒンギャ連帯機構（RSO）、アラカン・ロヒンギャ軍（ARA）、ロヒンギャ・イスラミ・マハズ（RIM）、ムンナウ・グループ（Munnah group）などのロヒンギャの武装組織は国軍の指揮下に入ってAAと戦った。ちなみに、これらのロヒンギャの武装組織はメタンフェタミンの違法取引に関わっていると言われている。
当初、国軍・各ロヒンギャ武装組織の徴兵は強制的なものだったが、AAがロヒンギャの虐殺を行うに及び、志願兵も増加していき、各武装組織は、コックスバザールにあるロヒンギャ難民キャンプで激しく支配権を争い、新兵獲得合戦を行っていた。しかし、2024年11月8日、ARSA、RSO、ARA、RIMの4組織は、国軍・国境警察隊と親密なロヒンギャ実業家・ディル・ムハンマド（Dil Mohammad）の仲介で、「ミッション・ハーモニー」という非公式合意を締結、難民キャンプでの停戦と、協力してAAと戦うことで合意した。
この合意により、難民キャンプ内の殺人等の暴力事件は激減して治安が回復する一方、各武装勢力は公然と徴兵を行うようになり、志願兵も増加していった。キャンプ内では団結集会が頻繁に開催され、AAとの戦いをジハードと定義づけ、人々を鼓舞した。2024年末～2025年半ばまでに徴兵された若者の数は3,000～4,000人にも上ると言われている。